# آرثر تونغ
آرثر تونغ هو سياسي أسترالي، ولد في 18 ديسمبر 1887 في Glebe, New South Wales ‏ في أستراليا، وتوفي في 1 يونيو 1963 في سيدني في أستراليا. نشط حزبياً في حزب العمال الأسترالي. وقد انتخب عضو الجمعية التشريعية لنيو ساوث ويلز ‏.